# Jacques-Arsène Ancelot

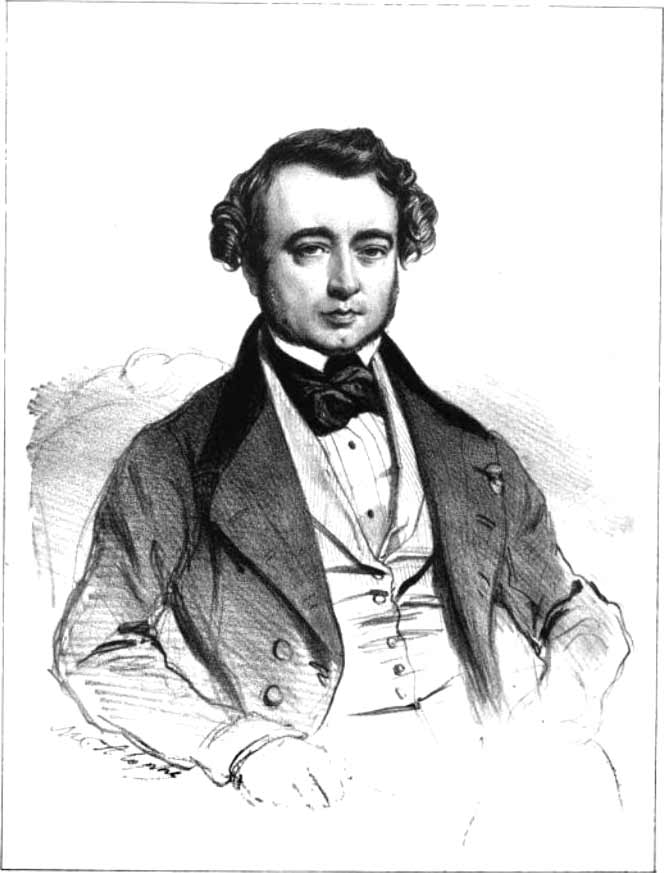
Jacques-François Ancelot

Jacques-Arsène Polycarpe François Ancelot, född 9 februari 1794, död 1854, var en fransk författare. Han var medlem av Franska akademien.
Ancelot var motståndare till den romantiska diktarskolan och skrev dramer i klassisk stil: Louis IX (1819), Fiesque (efter Schiller), Olga, Maria Padilla, senare vaudeviller och komedier som Oeuvres complètes (1837).